# Quentin Skinner
Quentin Robert Duthie Skinner (ur. 26 listopada 1940) – brytyjski historyk myśli politycznej, profesor nauk humanistycznych na Uniwersytecie Londyńskim. Wcześniej, w latach 1962-2008, profesor nauk politycznych i historii nowożytnej na Uniwersytecie w Cambridge. Jeden z twórców i głównych przedstawicieli tzw. szkoły z Cambridge w historii myśli politycznej. Autor prac poświęconych metodologii historii idei, a także myśli politycznej wczesnej nowożytności.

## Życiorys
Quentin Skinner urodził się w Oldham pod Manchesterem. Jego ojciec był urzędnikiem kolonialnym w Nigerii, a matka zaś nauczycielką. W trakcie wojny oboje rodzice przebywali w Afryce, a syna oddali na wychowanie ciotce. Na stałe wrócili do Anglii, dopiero gdy był już nastolatkiem. Skinner uczył się w prestiżowej szkole z internatem w Bedford, następnie przez krótki czas pracował jako nauczyciel w szkole podstawowej w hrabstwie Kent, by ostatecznie wstąpić na uniwersytet. Wahał się przy wyborze kierunku studiów, ale w końcu zdecydował się nie na filozofię lecz na historię, przekonany, że zapewni mu ona lepsze perspektywy naukowych osiągnięć. W 1959 rozpoczął naukę w Gonville and Caius College na Uniwersytecie Cambridge. Podczas studiów Q. Skinner korzystał z okazji do dialogu, był członkiem tajnego stowarzyszenia dyskusyjnego "Cambridge Apostles". Podejmował też pierwsze próby pisania tekstów naukowych. Szybko, w 1962 czyli w wieku 21 lat, rozpoczął pracę naukową w Christ’s College w Cambridge, przyjęty na stanowisko wykładowcy historii. Zdaniem samego Skinnera awans umożliwiła mu przeprowadzana wówczas reforma szkolnictwa wyższego, która spowodowała odpływ doświadczonych pracowników do nowo tworzonych ośrodków i powstanie braków kadrowych na starych uczelniach, lecz nie bez znaczenia pozostawały jego wielkie zdolności. Ponadto już wcześniej otrzymał ofertę pracy także w macierzystym Gonville and Caius College. Po rozpoczęciu pracy Q.Skinner prowadził przede wszystkim działalność dydaktyczną, dopiero w 1964 zaczęły się pojawiać jego pierwsze artykuły dotyczące przede wszystkim myśli Thomasa Hobbesa.

## Dokonania naukowe
W 1969, w piśmie „History and Theory” ukazał się esej Q.Skinnera "Znaczenie i rozumienie w historii idei", jedna z nielicznych prac tego historyka tłumaczona na język polski. Mimo iż tekst był poświęcony metodologii, wywołał żywe zainteresowanie przez swoje kontrowersyjne podejście do tematu, wywracające dotychczasowy sposób badań historii myśli politycznej. Tym co w pracy Skinnera było przełomowe jest zwrócenie uwagi na kontekst powstawania prac poszczególnych filozofów, a nie zamykanie ich myśli w sztucznie wymyślonych kategoriach. Jego zdaniem nie wolno abstrahować poglądów myślicieli od wpływu czasów w jakich tworzyli swoje dzieła, ani od ich intencji. Zatem w tym sposobie myślenia istnieją jedynie odpowiedzi na aktualne pytania, które nie stanowią ogniwa "odwiecznych" problemów. Ten swoisty manifest metodologiczny stał się dla Skinnera programem dalszej działalności naukowej poświęconej myśli politycznej wczesnej nowożytności, zwłaszcza teoriom Machiavellego, Hobbesa oraz myślicielom teorii republikańskiej (przez Skinnera nazywanej "neorzymską"). Kolejnym obszarem zainteresowań jest teoria aktów mowy, natura interpretacji i rozumienie w historii, których źródeł można upatrywać w filozofii Ludwiga Wittgensteina. Skinner przeniósł jego rozstrzygnięcia filozoficzne na grunt historii idei.
Z uwagi na liczne naukowe zainteresowania i oryginalne do nich podejście, które trudno jednoznacznie zaklasyfikować Q. Skinner bywa często określany sprzecznymi pojęciami, i tak uchodzi jednocześnie za republikanina, idealistę, materialistę, pozytywistę, relatywistę, archeologa, zwolennika historyzmu, a nawet zwyczajnego metodologa. Jest to spowodowane wieloma źródłami inspiracji oraz ilością rozmaitych aspektów jego działalności.
W 1978 Q.Skinner został profesorem nauk politycznych na uniwersytecie w Cambridge, natomiast w latach 1996-2008 był tam profesorem historii. Od 2008 pełni funkcję profesora nauk humanistycznych Uniwersytetu Londyńskiego. W swojej karierze wykładał także na licznych innych uniwersytetach, m.in. w Princeton, Oxford, Cornell, na Harvardzie i w Amsterdamie.
Wraz z J. G. A. Pocockiem oraz Johnem Dunnem jest jednym z twórców tzw. szkoły z Cambridge w historii myśli politycznej, która na przełomie lat 60. i 70. XX w. zaproponowała  nową metodologię interpretacji historycznej filozofii, myśli oraz teorii politycznej. Dziś metodologia ta stosowana jest powszechnie w pracach anglosaskich politologów zainteresowanych badaniem myśli politycznej.

## Najważniejsze publikacje
- The Foundations of Modern Political Thought: Volume I: The Renaissance (Cambridge University Press, 1978) ISBN 978-0521293372
- The Foundations of Modern Political Thought: Volume II: The Age of Reformation (Cambridge University Press, 1978) ISBN 978-0521294355
- Machiavelli (Oxford University Press, 1981) ISBN 978-0192854070
- Reason and Rhetoric in the Philosophy of Hobbes (Cambridge University Press, 1996) ISBN 978-0521596459
- Liberty before Liberalism (Cambridge University Press, 1998) ISBN 978-1107689534
- Visions of Politics: Volume I: Regarding Method (Cambridge University Press, 2002) ISBN 978-0521589260
- Visions of Politics: Volume II: Renaissance Virtues (Cambridge University Press, 2002) ISBN 978-0521589253
- Visions of Politics: Volume III: Hobbes and Civil Science (Cambridge University Press, 2002) ISBN 978-0521890601
- Hobbes and Republican Liberty (Cambridge University Press, 2008) ISBN 978-0521714167

### Dostępne w języku polskim
- Wolność przed liberalizmem, przeł. Agata Czarnecka, Toruń: Wydawnictwo Naukowe UMK, 2013, ISBN 978-83-231-3008-6
- Wizje polityki, vol.1, Rozważania o metodzie, przeł. Kinga Koehler, Warszawa, wyd. UKSW, 2016, ISBN 978-83-8090-154-4
- Wizje polityki, vol. 2, Cnoty renesansowe, przeł. Kinga Koehler, Warszawa, wyd. Naukowe UKSW, 2020, ISBN 978-83-8090-774-4
- Wizje polityki, vol. 3, Hobbes i nauka społeczna, przeł. Kinga Koehler, Warszawa, wyd. Naukowe UKSW, 2021, ISBN 978-83-8281-063-9